# 石谷穆清
石谷穆清（日语：／ Ishigaya Atsukiyo，1801年〈享和元年〉—1869年7月1日〈明治2年5月22日〉）是一名日本幕末時代江戶幕府的旗本，官位曾為因幡守，後來升任長門守。他是江戶時代初期擔任江戶北町奉行的石谷貞清的後代。

## 生平
文化14年（1817年）8月4日，石谷繼承家督並成為小普請（無職奉祿的旗本）。之後擔任書院番，天保8年（1837年）1月11日升任使番，天保15年（1844年）9月10日升任目付。嘉永2年（1849年）12月24日就任堺奉行，嘉永5年（1852年）5月19日升任大坂西町奉行，任期至安政元年（1854年）5月20日。安政2年（1855年）8月9日，他成為勘定奉行，並於安政5年（1858年）升任江戶北町奉行。
在大老井伊直弼的政策下爆發的安政大獄中，他是五手掛之一（其他成員包括寺社奉行松平宗秀、勘定奉行池田賴方、大目付久貝正典、目付神保長興），參與了案件的裁決。
文久2年（1862年）6月5日，他成為一橋家的家老，同年8月24日擔任講武所奉行，但僅任職1個月。同年閏8月25日，轉任西丸留守居。
然而回到安政7年（1860年）3月3日的櫻田門外之變中，井伊直弼被刺殺，反井伊派開始崛起。文久2年（1862年）5月，接到勅命，一橋慶喜成為將軍後見職，松平春嶽成為政事總裁職。這一新體制否定了井伊直弼時期的政治，包括釋放在大獄中被幽禁的人士、削減井伊家的封地等。同時，對於執行鎮壓的人進行了懲處。石谷因在安政大獄中對飯泉喜內的處理不當，被免職並於同年11月23日被命令隱居與禁止外出。
元治2年（1865年）1月20日，他再次就任講武所奉行，但於慶應2年（1866年）11月17日被免職。
明治2年（1869年）5月22日去世。

## 大眾文化
電視劇
- 《花燃‧維新群雄養成塾》（2015年，NHK大河劇，橋本潤飾演）

## 備註
1. ↑  當時與石谷同為五手掛的其他成員也受到了處罰。寺社奉行松平宗秀被免除京都所司代職務，並被剝奪其原本作為溜詰格的高規格式位；勘定奉行池田賴方原為寄合肝煎，但因在櫻田門外之變中隱瞞大老井伊直弼死亡的罪行而被罷免肝煎之職；大目付久貝正典則被削減2000石俸祿，並被免職後隱居
2. ↑  『幕末維新大人名事典』（新人物往来社、2010年）110頁